# Exoprosopa nigrifimbriata
Exoprosopa nigrifimbriata är en tvåvingeart som beskrevs av Hesse 1956. Exoprosopa nigrifimbriata ingår i släktet Exoprosopa och familjen svävflugor. Inga underarter finns listade i Catalogue of Life.